# الیور آلن (بازیکن فوتبال)
الیور آلن (انگلیسی: Oliver Allen؛ زادهٔ ۷ سپتامبر ۱۹۸۶) بازیکن فوتبال اهل بریتانیا است.
از باشگاه‌هایی که در آن بازی کرده است می‌توان به باشگاه فوتبال کراولی تاون، باشگاه فوتبال تاروک، باشگاه فوتبال استیونج، باشگاه فوتبال بیرمنگام سیتی، باشگاه فوتبال بارنت، و باشگاه فوتبال بیلریکای اشاره کرد.